# Molophilus injustus
Molophilus injustus är en tvåvingeart som beskrevs av Alexander 1937. Molophilus injustus ingår i släktet Molophilus och familjen småharkrankar. Inga underarter finns listade i Catalogue of Life.